# Zurab Zviadauri
Zurab Zviadauri (en georgiano: ზურაბ ზვიადაური, Ajmeta, 2 de julio de 1981) es un político y deportista georgiano que compitió en judo, campeón olímpico en Atenas 2004.

## Trayectoria
Es primo del también judoka Dzhardzhi Zviadauri (nacionalizado griego con el nombre de Ilías Iliadis).
Participó en los Juegos Olímpicos de Atenas 2004, obteniendo una medalla de oro en la categoría de –90 kg. Ganó dos medallas de plata en el Campeonato Mundial de Judo, en los años 2001 y 2003, y una medalla de bronce en el Campeonato Europeo de Judo de 2002.
Fue el abanderado de Georgia en la ceremonia de apertura de los Juegos de Atenas 2004.
Después de retirarse de la competición, ejerció de diputado en el Parlamento de Georgia entre 2012 y 2016, representado al partido Sueño Georgiano. En agosto de 2021 fue acusado de cometer un triple homicidio.

## Palmarés internacional
| Juegos Olímpicos   | Juegos Olímpicos    | Juegos Olímpicos  | Juegos Olímpicos |
| Año                | Lugar               | Medalla           | Categoría        |
| ------------------ | ------------------- | ----------------- | ---------------- |
| 2004               | Atenas (Grecia)     | Medalla de oro    | –90 kg           |
| Campeonato Mundial |                     |                   |                  |
| Año                | Lugar               | Medalla           | Categoría        |
| 2001               | Múnich (Alemania)   | Medalla de plata  | –90 kg           |
| 2003               | Osaka (Japón)       | Medalla de plata  | –90 kg           |
| Campeonato Europeo |                     |                   |                  |
| Año                | Lugar               | Medalla           | Categoría        |
| 2002               | Maribor (Eslovenia) | Medalla de bronce | –90 kg           |